# 勞達航空 (1985年)

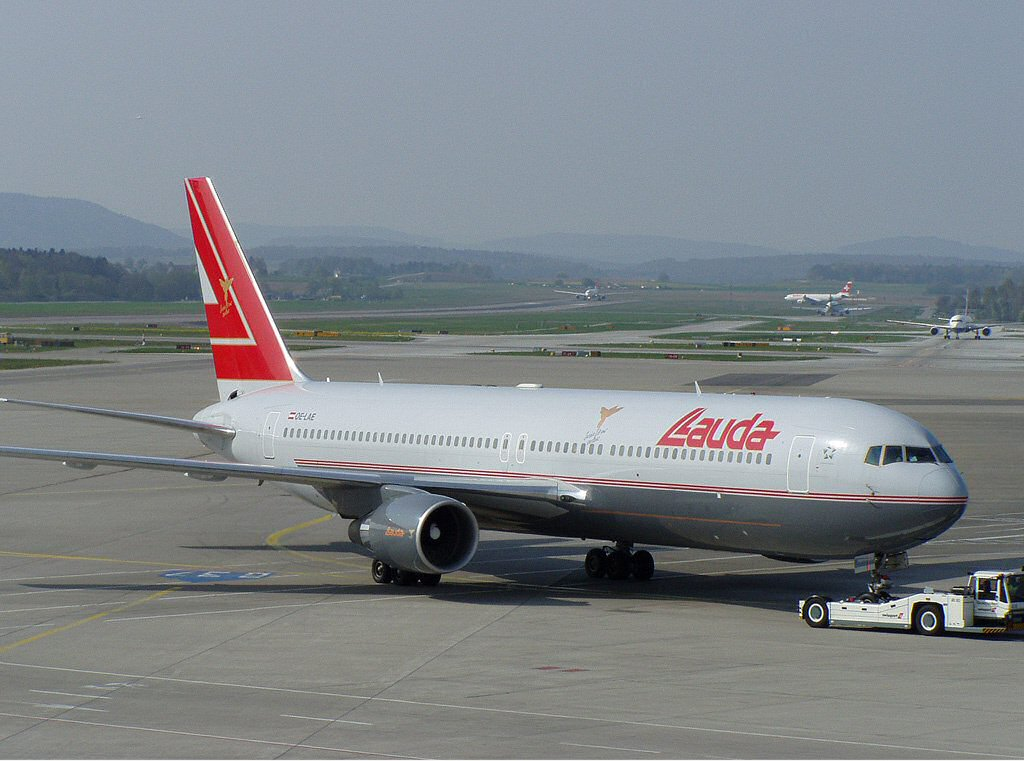
勞達航空波音767-300ER

勞達航空（Lauda Air，香港稱維也納航空）是一家創立於1979年，但已在2013年時結業的奧地利航空公司，总部位於施韦夏特的勞達航空大樓，创始人為前一級方程式冠軍尼基·劳達（Niki Lauda）。在全盛時期勞達航空除了歐洲本土的航線外，也擁有數條飛往亞洲與澳洲各城市的長程航線，也曾一度提供過直飞香港的服務。
2000年12月時，勞達航空成為奧地利航空的全資子公司，並在2012年7月1日為母公司正式併購，但仍保留原名稱營運，一直到2013年3月31日止。2013年3月奧地利航空取消了勞達航空這名稱的使用，並將原本該航空公司旗下的業務轉移至“Austrian myHoliday”的品牌名稱下營運，但該品牌實際上是專營旅遊套裝等產品，已非當初的航線經營業務。

## 空难
- 1991年5月26日，勞达航空004號班機空難，在泰國至奧地利的航段中，於起飛不久後在空中失事解體。全機223人罹難。